# Eric Clauesson
Eric Clauesson (o Erik Klasson; ejecutado en 1492) fue un hombre sueco ejecutado por hechicería, robo y herejía, aunque en realidad fue ejecutado por su paganismo. Su caso ilustra la supervivencia de la antigua religión nórdica pagana en Suecia tan tarde como finales del siglo XV. 
Clauesson trabajaba como sirviente de Hans Persson en la isla sueca de Värmdö. En 1492, fue juzgado ante un tribunal en Estocolmo, donde confesó que se había jurado al antiguo dios nórdico Odín para escapar de la pobreza, y que había robado a su señor varias veces. Este fue un caso peculiar; Clauesson era juzgado por paganismo, el cual podía ser visto como una forma de herejía, pero oficialmente por hechicería, un delito inusual en Suecia por entonces, y es difícil determinar si fue un juicio por brujería o por herejía. El propio Clauesson se refería claramente al antiguo dios pagano Odín (en sueco, Oden); pero Oden, como otros dioses paganos, era considerado por la Iglesia un diablo, por lo que "Oden" fue traducido como "Satanás" por el tribunal, y Clauesson juzgado como un adorador del Diablo. Fue, a todas luces, un juicio por herejía, contra el paganismo.     
El veredicto fue que debía ser roto en la rueda y ahorcado por el robo. Por su otro delito, religioso, del "asunto más elevado" contra "Dios y su alma inmortal", fue sentenciado a ser quemado en la hoguera; como el delito religioso era más importante que el robo, este era el castigo que debía ser llevado a cabo. Si bien la ley sueca en realidad no mencionaba tales delitos en esa época, el veredicto puede ser visto como una señal de que la iglesia católica mantenía una posición fuerte en Suecia por entonces, similar a la del continente, donde los casos de herejía eran más comunes.    
Clauesson no fue el único en ser juzgado por adorar a los antiguos dioses. El 27 de octubre de 1484, Ragvald Odenskarl (Ragvald El seguidor de Odín, como le llamó el tribunal) fue juzgado en Estocolmo por robar en varias iglesias en Uppland; afirmó haber servido a Odín por siete años, y nombró a un cómplice, Johan Land. Se cree que Odenskarl fue quemado, mientras Land se salvó al pedir ser el verdugo. 